# تانتی
تانتی (به لاتین: Tanty) یک منطقهٔ مسکونی در روسیه است که در شهرستان آگولسکی واقع شده‌است.